# Капитолийский холм (Сайпан)

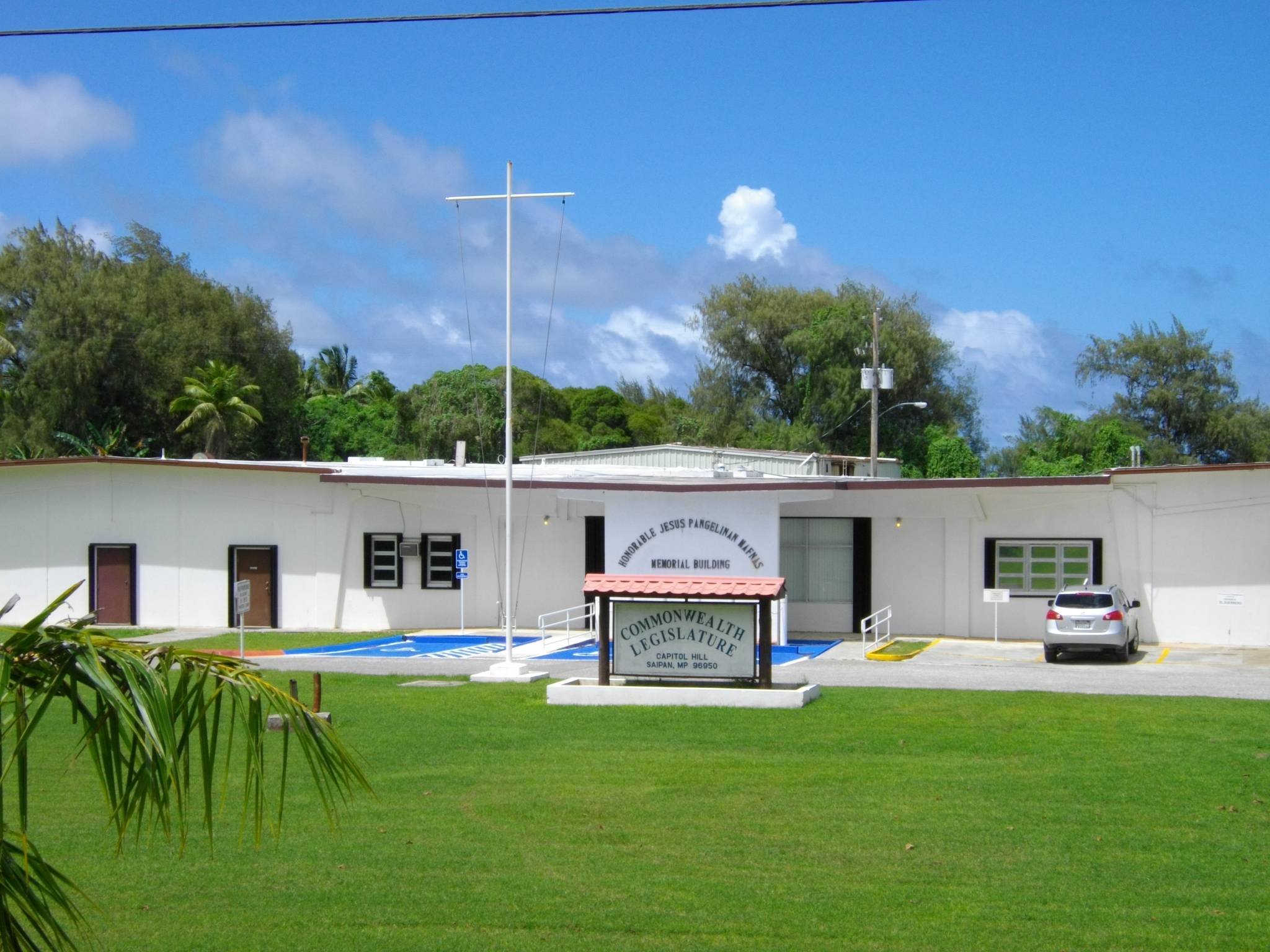
Здание парламента.

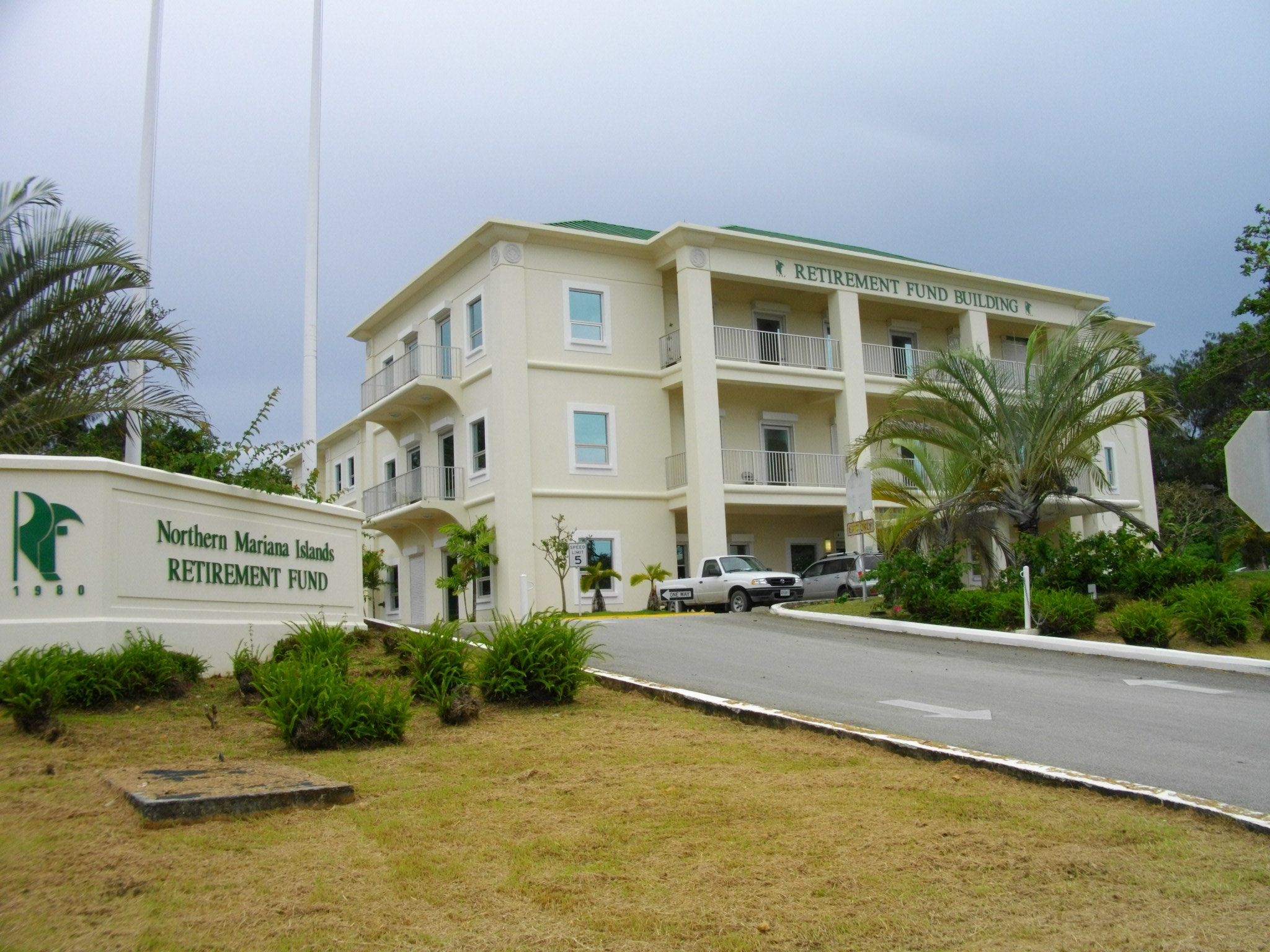
Одно из правительственных зданий.

Капитолийский холм (англ. Capitol Hill, ранее Army Hill) —  поселение на острове Сайпан, входящем в состав Содружества Северных Марианских островов, зависимой территории США в Океании. Население составляет порядка 1000 человек. Поселение является административным центром острова и всего владения с 1962 года, когда территория ещё находилась в составе Подопечной территории Тихоокеанские острова (таким образом, поселение было административным центром всей территории). Оно расположено на центральной дороге острова между поселениями Танапаг и Сан-Висенте.
Капитолийский холм был построен в 1948 году ЦРУ в качестве военной базы, где велась секретная подготовка партизан для партии Гоминьдан Китайской Республики. Сейчас в поселении располагаются правительство, парламент Северных Марианских островов, тогда как верховный суд и ряд прочих государственных учреждений расположены в других поселениях острова, в частности, в Сусупе.